# Amblygobius decussatus
Amblygobius decussatus là một loài cá biển thuộc chi Amblygobius trong họ Cá bống trắng. Loài này được mô tả lần đầu tiên vào năm 1855.

## Từ nguyên
Tính từ định danh decussatus trong tiếng Latinh có nghĩa là "sọc chữ thập", hàm ý đề cập đến 4 sọc ngang trên thân được nối với nhau bởi các sọc dọc tạo thành kiểu hình ô vuông ở loài cá này.

## Phân bố và môi trường sống
A. decussatus có phân bố rộng khắp khu vực Đông Ấn Độ Dương và Tây Thái Bình Dương, từ Singapore và quần đảo Cocos (Keeling) trải dài về phía đông đến quần đảo Marshall và Vanuatu, ngược lên phía bắc đến quần đảo Ryukyu (Nhật Bản) và đảo Guam, về phía nam đến bờ bắc Úc và Nouvelle-Calédonie.
Ở Việt Nam, A. decussatus được ghi nhận ở vùng biển Hải Vân - Sơn Chà (Thừa Thiên Huế), Côn Đảo), cũng như cả quần đảo Hoàng Sa và quần đảo Trường Sa.
A. decussatus sống trên nền cát mịn, phù sa, đá vụn ở khu vực cửa sông, đầm phá, và trên rạn san hô, được tìm thấy ở độ sâu đến ít nhất là 25 m.

## Mô tả
Chiều dài cơ thể lớn nhất được ghi nhận ở A. decussatus là 9,5 cm. Cá có màu xám nhạt phớt xanh lam sẫm với 4 sọc cam mờ dọc chiều dài thân cùng các vạch sọc cam khác. Đầu có cặp sọc cam rất rõ. Gốc vây đuôi có đốm cam; vây đuôi bo tròn. Vây lưng trước và sau có chiều cao bằng nhau. Vảy bao phủ phần trên của nắp mang, không có vảy ở má.
Số gai ở vây lưng: 7; Số tia ở vây lưng: 14; Số gai ở vây hậu môn: 1; Số tia ở vây hậu môn: 14.

## Sinh thái
Thức ăn của A. decussatus là vụn hữu cơ và động vật giáp xác nhỏ (như các loài giáp xác chân chèo thuộc bộ Harpacticoida). Loài này được biết là đã sử dụng hang của một loài thủy sinh không xương sống chưa rõ để làm nơi trú ẩn.

## Thương mại
A. decussatus được đánh bắt trong ngành buôn bán cá cảnh.